# Die Voliere
Die Voliere war eine Zeitschrift über Vogelhaltung, Vogelzucht und Ornithologie.
Sie erschien seit 1978 als Fachzeitschrift für Vogelhalter und -züchter, -liebhaber und Naturfreunde (ISSN 0344-9270). Herausgeber und Verlag war zu Beginn Verlag M. & H. Schaper aus Hannover (Verleger: Paul Dobler). Schriftleiter war Bernd Hachfeld aus Kalefeld. Neben allen Gebieten der Vogelhaltung, -pflege und -zucht einschließlich des Schauwesens gab die Zeitschrift auch dem Naturschutz, Zucht- und Auswilderungsversuchen bedrohter Arten Raum. Weitere Schwerpunkte waren die Tiermedizin sowie weitere spezielle Themen in sogenannten Schwerpunkten. Die Zeitschrift wurde 2007 an den Verlag Eugen Ulmer verkauft und mit der Fachzeitschrift Gefiederte Welt vereint.

## Inhaltliche Schwerpunkte und Bedeutung
Neben dem beständigen Wechsel der Themen und einer sehr breiten Abdeckung der Artenvielfalt durch Vogelporträts oder Zuchtberichten, wurden in regelmäßigen Abständen in den Jahren 1984 bis 1986 sogenannte „Schwerpunkt-Hefte“ in den Jahresablauf eingebettet, die sich um die Biologie, Haltung oder Zucht spezieller Arten, allgemeinen Themen wie Vogelkunde oder biologische Fachbereiche kümmern konnten. Dies war eine Alleinstellungsmerkmal und Besonderheit in ornithologischen Magazinen und viele bekannte deutschsprachige Ornithologen veröffentlichten hier. Diese Schwerpunkt-Hefte waren meist von der Seitenzahl umfangreicher als das monatliche Heft, behandelten kein anderes Thema und kosteten im Einzelhandel mehr als die eigentliche Zeitschrift.
Die Schwerpunkt-Hefte lauteten:
- Mai 1984, 7. Jahrg., Heft 3 = Käfig- und Volierenbau von verschiedenen Autoren
- September 1984, 7. Jahrg., Heft 6 = Vogelkrankheiten von verschiedenen Autoren (darunter Franz Robiller, Dietmar Steinmetz)
- Mai 1985, 8. Jahrg., Heft 3 = Fortpflanzungsbiologie von verschiedenen Autoren
- September 1985, 8. Jahrg., Heft 6 = Finken von Erich Glück
- Mai 1986, 9. Jahrg., Heft 3 = Vogelkunde von verschiedenen Autoren
- September 1986, 9. Jahrg., Heft 6 = Plattschweifsittiche und Rotsteißpapageien von Dieter Hoppe

## Geschichte

### Erscheinungsfrequenz
Die monatliche Frequenz und damit die allgemeine Wahrnehmung als Monatsheft wurde erst ab dem 13. Jahrgang erreicht. In den ersten vier Jahren von 1978 bis 1981 erschien das Heft nur als Quartalsschrift. Im fünften und sechsten Jahrgang (1982 und 1983) erschien Die Voliere jeden zweiten Monat. Von 1984 bis 1986 erhöhte sich der Intervall auf acht Ausgaben. In den Jahren 1987, 1988 und 1989 wurden jeweils 11 Hefte produziert. Ab dem 13. Jahrgang im Jahr 1990 bis zur Einstellung und Zusammenlegung mit der Gefiederten Welt, war das Magazin ein klassisches Monatsheft.  Unter den Namen Gefiederte Welt und Die Voliere erschienen 15 Zeitschriften.

### Layout und Untertitel
Die Voliere erschien von der Gründung 1978 bis 1989 in einem schwarz/gelben Layout und wechselte häufiger den Untertitel. Lautete dieser zu Beginn noch Die spezielle Zeitschrift für Vogel-züchter, -halter und Liebhaber, wechselte dieser ab der Novemberausgabe 1986 bis Dezemberausgabe 1987 in Internationales Magazin für Vogelzüchter, -halter und -liebhaber. Für den Zeitraum Januar 1987 bis zur Layoutveränderung in der Ausgabe Juli/August 1989 lautete der Untertitel nur „Vogel und Natur“.
Mit der Septemberausgabe 1989 änderte sich das Cover in das bis zum Schluss anhaltende grün/weiße Layout. In dieser Ausgabe verkündete der Schriftleiter Hachfeld, dass dies zur Modernisierung und Leserfreundlichkeit beitragen solle. Er betonte nochmals das Anliegen der Zeitschrift, zur Bewahrung und Schaffung neuer Lebensgrundlagen und der Arterhaltung beitragen zu wollen. Der Untertitel änderte sich abermals in Zeitschrift für Vogelhalter, züchter, -liebhaber und Naturfreunde.

### Zusammenlegung mit der Gefiederten Welt
In der Dezember-Ausgabe im Jahr 2006 verkündete der damalige Schriftleiter Bernd Hachfeld im Vorwort der Fachzeitschrift Die Voliere, dass der Schaper Verlag von der Schlüterschen Verlagsgesellschaft übernommen wurde.
Mit der Januarausgabe 2007 erhielten die Abonnenten der Zeitschrift „Die Voliere“ die „Gefiederte Welt“, in der vom Verlag Gerd Friedrich und von der Redaktion Dietmar Schmidt darauf hinwiesen, dass sich der Schaper Verlag mehr auf ihre Kernkompetenzen der Veterinärmedizin und Forstwirtschaft konzentrieren würden und daher sich entschlossen hätten, „Die Voliere“ nicht weiter herauszugeben.
Die Zeitschrift erhielt ab der Februarausgabe 2007 bis zur Märzausgabe 2008 den Namen „Gefiederte Welt und Die Voliere“,. Seit der Aprilausgabe 2008 wurde die bis heute anhaltende Layout-Variante mit einer blauen Banderole erstellt und die Zeitschrift erscheint wieder unter dem Namen „Gefiederte Welt“. Die letzte Zeitschrift, die mit dem Namen „Die Voliere“ erschien, war damit die Märzausgabe 2008.